# Arcteq
Arcteq är ett finländskt företag som konstruerar, tillverkar och marknadsför reläskydd och ljusbågsskydd för elnät samt smarta elnät för kraftproduktion, -överföring och -distribution. Arcteq framställer även olika anordningar för elnät och elmaskiners mätnings- och övervakningssyften. 
Företagets produkter används globalt för flera olika ändamål, såsom elstationer, kraftverk, olje- och gasfabriker, gruvindustri, stålverk, oljeplattformar samt andra ändamål som kräver avancerat skyddssystem för elnät.
Arcteq har flera referenser runt om i världen och är partner till CERN, Europeiska organisationen för kärnforskning. Man framställer reläskydd för CERN:s elproduktion.
Arcteq är verksamt i över 40 länder genom lokala kontor och partners. Företagets omsättning år 2016 var över 4 miljoner euro och av produktionen går 95 procent på export. Arcteqs produkter exporteras ofta till länder som Sydkorea, Taiwan, Malaysia, Brasilien och Sydafrika. Arcteqs produktion sker i Finland och dess ägande är helt i Finland. Den större delen, 80 procent, av Arcteq ägs av de anställda och 20 procent ägs av Ensto, som är ett finskt företag inom elsektorn. 
Arcteq grundades år 2010 och dess huvudkontor ligger bredvid yrkeshögskolorna i Vasa i klustret av elingenjörsarbete. Företaget har ett produktutvecklingssamarbete tillsammans med yrkeshögskolorna i Vasa.